# Karel Škrabal
Karel Škrabal (* 21. června 1969 Jihlava) je český básník, novinář a člen undergroundového uměleckého uskupení Vítrholc.

## Život
Maturoval na strojní průmyslovce, poté nedostudoval Vysoké učení technické v Brně, ani sociologii na Masarykově univerzitě. Svou žurnalistickou praxi začal roku 1992 jako brněnský zpravodaj v redakci Českého deníku, později pracoval v Lidových novinách či v televizi Nova. Od roku 1998 do roku 2014 působil v MF DNES (do roku 2010 v krajské redakci v Brně, pak v Praze). V letech 2014– 2020 byl zaměstnán v České televizi (zástupce šéfredaktora regionálního zpravodajství a ČT Art). Od října 2020 pracuje v deníku Právo jako zástupce šéfredaktora se zaměřením na regionální zpravodajství.
Od roku února 2014 provozuje webovou stránku Nedělní chvilka poezie.cz, která každou neděli večer přináší blok básní, většinou současné poezie. V roce 2018 byl web nominován na cenu Magnesia Litera v kategorii Blog roku. Organizátor dalších aktivit spojených s poezií (večery Poezie Za školou v Praze-Bubenči, Poetický stan, básně na Teletextu ČT).
Od roku 2016 se podílí na pořádání undergroundového festivalu Přešlap.
Od roku 1995 je ženatý. S manželkou Evou Škrabalovou, která pracuje v nakladatelství Grada jako vedoucí redaktorka stavební literatury, má dva syny – Josefa (nar. 1997) a Jana (nar. 2003). 

## Dílo
Vydal básnické sbírky:
- Zapalte Prahu, 1998 (Větrné mlýny)
- Šlehačka, 2000 (Větrné mlýny)
- Druhá verze pravdy, 2003 (Větrné mlýny)
- Strašpytel, 2007 (Druhé město)
- Rádio Vítrholc, 2014 (Větrné mlýny)
- Kavčí hory, 2018 (Druhé město)
- Nikoho nečekám, 2020 (Větrné mlýny)
- Jedu, 2024, Výbor poezie z let 1994 - 2023 (Větrné mlýny)

Publikoval poezii v literárních časopisech i webech, například v Hostu a Tvaru. Je zastoupen v antologii Nejlepší české básně 2018 (nakladatelství Host).